# Tim (film)
A Tim 1979-ben bemutatott ausztrál romantikus filmdráma, melynek forgatókönyvírója, elsőfilmes rendezője és producere Michael Pate. A forgatókönyv Colleen McCullough azonos című regénye alapján készült. A főszerepet Piper Laurie, Mel Gibson, Alwyn Kurts, Pat Evison és Deborah Kennedy alakítja.
1979. július 13-án mutatták be Ausztráliában.

## Cselekmény
Tim Melville 24 éves, értelmi fogyatékos fiatalember. Kertészként dolgozik, majd megismerkedik egy gazdag középkorú nővel, Mary Hortonnal. Eleinte szép barátság alakul ki közöttük, Mary tanítja meg Timet olvasni. Idővel szerelembe esnek, emiatt számos kihívással és előítélettel kell szembenézniük.

## Szereplők
- Piper Laurie – Mary Horton
- Mel Gibson – Tim Melville
- Alwyn Kurts – Ron Melville
- Pat Evison – Em Melville
- Peter Gwynne – Tom Ainsley
- Deborah Kennedy – Dawnie Melville
- David Foster – Mick Harrington
- Michael Caulfield – John Martinson
- Margo Lee – Mrs. Harrington
- James Condon – Mr. Harrington

## A film készítése
A forgatás hat hétig tartott, 1978 augusztusában és szeptemberében.
A filmet az Australian Film Commission, az NSW Film Corporation, a Greater Union és a Channel Nine finanszírozta. 
Michael Pate 1975-ben olvasta először a könyvet, és azonnal megtetszett neki. Megszerezte a könyv megfilmesítési jogait, megírta a forgatókönyvet, és úgy döntött, hogy megrendezi is.
Pate azt akarta, hogy a női főszerepet egy nemzetközi színésznő alakítsa, így Deborah Kerr-rel, Jean Simmonsszal és Glenda Jacksonnal is tárgyalt. Jackson érdeklődött a szerep iránt, de 1982-ig nem ért rá, így Piper Laurie-t választották helyette.